# Ньюпорт (Делавэр)
Ньюпорт (англ. Newport) — город в округе Нью-Касл в штате Делавэр США. По данным переписи 2020 года, численность населения составляла 910 человек.

## Население
| 2010 | 2020 |
| ---- | ---- |
| 1055 | ↘910 |